# Cleome oxalidea
Cleome oxalidea är en paradisblomsterväxtart som beskrevs av Ferdinand von Mueller. Cleome oxalidea ingår i släktet paradisblomstersläktet, och familjen paradisblomsterväxter. Inga underarter finns listade i Catalogue of Life.